# خوسيه أوريليو غاي
خوسيه أوريليو غاي (بالإسبانية: José Aurelio Gay)‏ (10 ديسمبر 1965 بمدريد في إسبانيا - ) هو مدرب كرة قدم ولاعب كرة قدم إسباني في مركز الوسط. شارك مع منتخب إسبانيا تحت 18 سنة لكرة القدم ومنتخب إسبانيا تحت 19 سنة لكرة القدم ومنتخب إسبانيا تحت 20 سنة لكرة القدم ومنتخب إسبانيا تحت 21 سنة لكرة القدم. أما مع النوادي، فقد لعب مع إسبانيول وريال أوفييدو وريال سرقسطة وريال مدريد كاستيا وريال مدريد ونادي ديبورتيفو طليطلة.

## وصلات خارجية
- خوسيه أوريليو غاي على موقع الاتحاد الدولي (مؤرشف)  (الإنجليزية)
- خوسيه أوريليو غاي على موقع الاتحاد الأوربي (الإنجليزية)
- خوسيه أوريليو غاي على موقع قاعدة بيانات كرة القدم.إي يو (الإنجليزية)